# Nederlandse Formule Ford
De Nederlandse Formule Ford is een raceklasse die al bestaat al sinds de jaren 70. Alle auto's zijn vrijwel gelijkwaardig in deze competitie. Hoewel het een Nederlandse competitie is, doen er ook buitenlanders mee.
Vanaf 2013 ging deze klasse verder als het Formule Ford Noordzee-kampioenschap.

## De auto
De meeste Nederlandse Formule Ford wagens worden gebouwd door, Mygale en Van Diemen. 
Bekende merken van vroeger waren Lotus, Crossle, Elden, Merlyn, Delta, Hawke en Reynard. Het chassis is van staal en voor elke auto hetzelfde. Er is een keuze uit twee Ford-motoren: Zetec en Duratec. De Zetec-motor heeft een inhoud van 1800cc. De Duratec-motor heeft maar 1600cc, maar is 20 kg lichter en heeft meer vermogen, waardoor de rondetijden op Circuit Park Zandvoort zo'n vier tot vijf seconden sneller zijn.

## Kampioenen
| Jaar                      | Coureur                              | Team                            |
| ------------------------- | ------------------------------------ | ------------------------------- |
| 1970                      | Huub Vermeulen                       | DNRT                            |
| 1971                      | Huub Vermeulen                       | DNRT                            |
| 1972                      | Roelof Wunderink                     |                                 |
| 1973                      | Roelof Wunderink                     |                                 |
| 1974                      | Boy Hayje                            |                                 |
| 1975                      | Jim Vermeulen                        | DNRT                            |
| 1976                      | Michael Bleekemolen                  |                                 |
| 1977                      | Maarten Henneman                     |                                 |
| 1978                      | Ed Brouwer                           |                                 |
| 1979                      | Hans Volker                          |                                 |
| 1980                      | Cor Euser                            |                                 |
| 1981                      | Cor Euser                            |                                 |
| 1982                      | Gerrit van Kouwen                    |                                 |
| 1983                      | Gerrit van Kouwen                    |                                 |
| 1984                      | Maarten Bottelier                    |                                 |
| 1985                      | Maarten Bottelier                    |                                 |
| 1986                      | Jan Bokhoven                         |                                 |
| 1987                      | Patrick Dewulf                       |                                 |
| 1988                      | Frank Eglem (1967-2015)              |                                 |
| 1989                      | Marcel Albers                        |                                 |
| 1990                      | Frank ten Wolde                      |                                 |
| 1991                      | Vincent Radermecker                  |                                 |
| 1992                      | Kurt Mollekens                       |                                 |
| 1993                      | Tom Coronel                          | Fresh Racing                    |
| 1994                      | Ron Swart                            | Geva Racing                     |
| 1995                      | Sepp Koster                          | Geva Racing                     |
| 1996                      | Sebastiaan Bleekemolen               | Geva Racing                     |
| 1997                      | Christijan Albers                    |                                 |
| Zetec-motoren             |                                      |                                 |
| Jaar                      | Zetec (team)                         | First Division (team)           |
| 1998                      | Jeroen Bleekemolen (Geva Racing)     |                                 |
| 1999                      | Vincent van der Valk (Team DBR)      |                                 |
| 2000                      | Patrick Koel (MP Motorsport)         | Stefan de Groot                 |
| 2001                      | Stefan de Groot (Geva Racing)        | Olivier Muytjens                |
| 2002                      | Jaap van Lagen (MP Motorsport)       | Marijn van Kalmthout            |
| 2003                      | Nelson van der Pol (Geva Racing)     | Helmert-Jan Slik                |
| 2004                      | Michel Florie                        | Dennis Retera (Geva Racing)     |
| 2005                      | Dennis Retera (Geva Racing)          | Jan-Paul van Dongen             |
| 2006                      | Michel Florie                        | Nicky Catsburg                  |
| Zetec- en Duratec-motoren |                                      |                                 |
| Jaar                      | Duratec (team)                       | Zetec (team)                    |
| 2007                      | Franceso Pastorelli (Geva Racing)    | Auke Genemans (Geva Racing)     |
| 2008                      | Simon Knap (KTG Racing)              | Arthur van Uitert (Geva Racing) |
| 2009                      | Melroy Heemskerk (Geva Racing)       | Arthur van Uitert (Geva Racing) |
| 2010                      | Rogier Jongejans (Geva Racing)       |                                 |
| 2011                      | Joey van Splunteren (Provily Racing) |                                 |
| 2012                      | Michel Florie (Geva Racing)          |                                 |

## Talenten
Veel professionele coureurs uit Nederland zijn begonnen met de Formule Ford, enkele voorbeelden zijn: Jan Lammers, Michael Bleekemolen, Tom Coronel, Ho-Pin Tung, Jeroen Bleekemolen, Robert Doornbos, Jaap van Lagen en Christijan Albers.